# Vergiano
Vergiano est une frazione de la commune de Rimini, dans la province éponyme, en Émilie-Romagne, comptant environ 1 500 habitants.

## Géographie
Située à 7 km du centre historique de Rimini et à 9 km de la plage, Vergiano se développe principalement sur les bords de la via Marecchiese avec le Borgo dei Ciliegi, le Ghetto Randuzzi et le Ghetto Montanari, tandis que plus à l'intérieur elle s'étend entre la via Mirandola et la via Rodella, ainsi que dans la zone appelée Gaiofana de Vergiano.

## Historique
Selon l'historien Luigi Tonini (it) (1807-1874), le nom « Vergiano » proviendrait de la terre possédée par la gens Virgilia, une ancienne famille romaine, qui s'était établie dans cette zone, mais il s'agit probablement d'une légende, transmise à travers les siècles.
Il semble que l'origine du toponyme soit plutôt liée au grand poète Virgile, qui, après avoir subi la confiscation de terres à Mantoue, cheminant vers son exil romain, aurait séjourné dans une auberge de Vergiano qui prit par la suite le nom de « virgilienne. » Jusqu'à une époque récente, cet endroit, qui était un cercle de loisirs avant d'être transformé en restaurant (Ristorante Le Ruote), était appelé « Cooperativa Virgigliana. »

## Monuments et patrimoine

### Villa Mattioli
Sur les collines entourant Rimini, plus précisément à Vergiano, se dresse une villa construite vers le milieu du XIXe siècle par la volonté du marquis Audiface Diotallevi, qui a profité de la présence dans la ville de l'ingénieur et architecte des États pontificaux Luigi Poletti.

### Tomba di Vergiano
Différentes sources mentionnent l'existence de la Tomba di Vergiano depuis 1485. Dotée d'une tour et d'une cour, elle est entourée d'un verger.
Les tombe étaient des fermes fortifiées qui avaient une fonction de contrôle des terres agricoles. Souvent construites sur une hauteur dominant le paysage (pour cette raison, elles étaient également appelées tumulus), elles pouvaient aussi être situées dans les plaines, parfois entourées de zones marécageuses. Au Moyen Âge, les tombe ont ainsi, avec les palais et les tours, constitué un changement important pour la population rurale.

## Sources
- (it) Cet article est partiellement ou en totalité issu de l’article de Wikipédia en italien intitulé « Vergiano » (voir la liste des auteurs).